# José Carlos Pereira (militar)

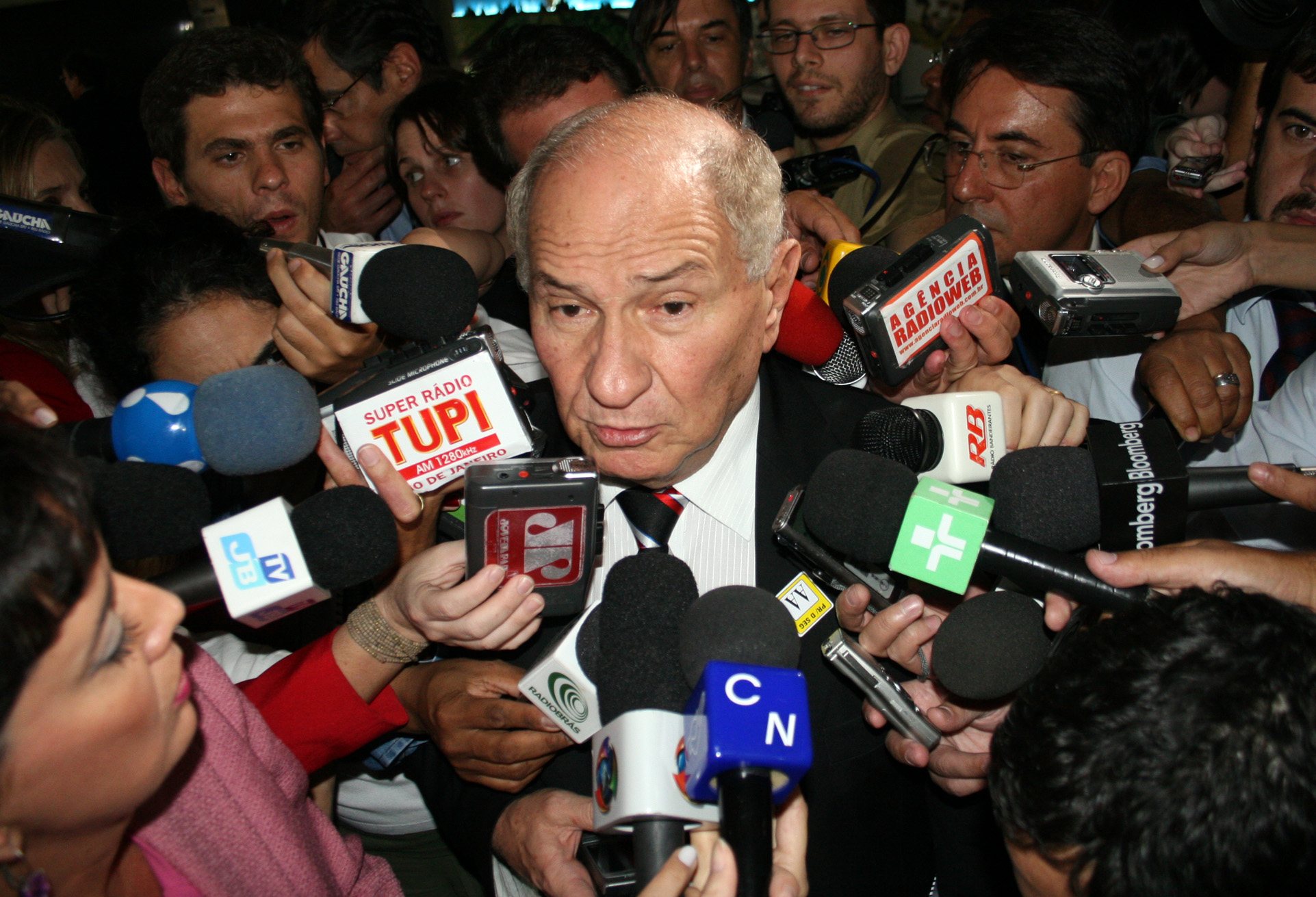
O brigadeiro José Carlos Pereira, presidente da Infraero.

José Carlos Pereira (Salvador) foi um militar brasileiro, tenente-brigadeiro da reserva da Força Aérea Brasileira. Presidia a Infraero quando foi deflagrada a crise da aviação brasileira.
Estudou no Colégio Nossa Senhora da Vitória (Marista), em Salvador.
Ingressou na Força Aérea Brasileira em março de 1958. Formou-se oficial em dezembro de 1963 e realizou os cursos de Formação de Oficial Aviador, de Tática Aérea, de Aperfeiçoamento de Oficiais, de Preparação de Instrutor, de Comando e Estado-Maior, Superior de Comando e Política e Estratégia Aeroespaciais.
Realizou os cursos de piloto de Caça, piloto de Transporte Aéreo, Operações Aéreas Especiais e pára-quedista militar.  Entre os cargos que exerceu como oficial superior destacam-se os de comandante de Esquadrão de Suprimento, Manutenção e Infra-estrutura, oficial de Operações e comandante de Unidade Aérea de Instrução de Caça, comandante de Base Aérea, oficial de Estado-Maior nas áreas de Pessoal e Operações, chefe de Planejamento na área de Inteligência Militar, oficial do Gabinete Militar da Presidência da República e oficial de Inteligência no Estado-Maior da Junta Interamericana de Defesa e delegado do Brasil na mesma Junta, em Washington, nos Estados Unidos.
Como oficial-general foi chefe de Logística e Mobilização do Estado-Maior das Forças Armadas, presidente da Comissão Nacional do Serviço Militar, comandante da Academia da Força Aérea, chefe de Estado-Maior do Comando-Geral de Operações Aéreas, comandante da Defesa Aeroespacial Brasileira e comandante-geral de Operações Aéreas.
Durante quatro anos foi o comandante de Operações da Força Aérea, com treze oficiais-generais subordinados e um total de 27 mil homens. Recebeu 20 condecorações nacionais e três estrangeiras. Passou à Reserva em julho de 2005, no posto mais alto da carreira.
Em seguida foi diretor de operações da Infraero, assumindo posteriormente a presidência da estatal. No comando da empresa, enfrentou a crise da Varig, o acidente com o avião da Gol, em 29 de setembro de 2006, e vários meses de caos nos aeroportos brasileiros. Reclamava que sua administração era "tampão" e que não teve autonomia para montar a própria equipe, tendo herdado do antigo presidente da estatal, deputado Carlos Wilson (PT-PE), vários assessores, diretores e superintendentes, alguns sob investigação do Ministério Público Federal, do Tribunal de Contas da União e da Controladoria Geral da União.
Permaneceu no cargo até agosto de 2007, poucas semanas após um outro acidente aéreo - o mais grave já registrado na América Latina - ocorrido nas proximidades do Aeroporto de Congonhas, em São Paulo, quando um Airbus A320 da TAM chocou-se com um prédio da própria companhia de aviação, durante a aterrissagem, resultando na morte de aproximadamente 200 pessoas.
Foi substituído na presidência da Infraero por Sergio Gaudenzi, coincidentemente, um antigo colega do Colégio Marista de Salvador.